# روبرت جيلكريست
روبرت جيلكريست (بالإسبانية: Robert Gilchrist)‏ (14 أكتوبر 1990 بلندن في المملكة المتحدة - ) هو لاعب كرة سلة إسباني في مركز هجوم قوي الجسم، شارك في دورة ألعاب الكومنولث 2018 ‏. ولعب مع BG Karlsruhe ‏.

## وصلات خارجية
- روبرت جيلكريست على موقع الاتحاد الدولي لكرة السلة (الإنجليزية)
- روبرت جيلكريست على موقع دوري كرة السلة الياباني للمحترفين (اليابانية)
- روبرت جيلكريست على موقع كرة السلة الأوروبية.كوم (الإنجليزية)
- روبرت جيلكريست على موقع كلية كرة السلة في سبورتس رفرنس.كوم (الإنجليزية)
- روبرت جيلكريست على موقع ريلجم (الإنجليزية)
- روبرت جيلكريست على موقع بروبوليرز (الإنجليزية)